# Krottenbach (Wien)

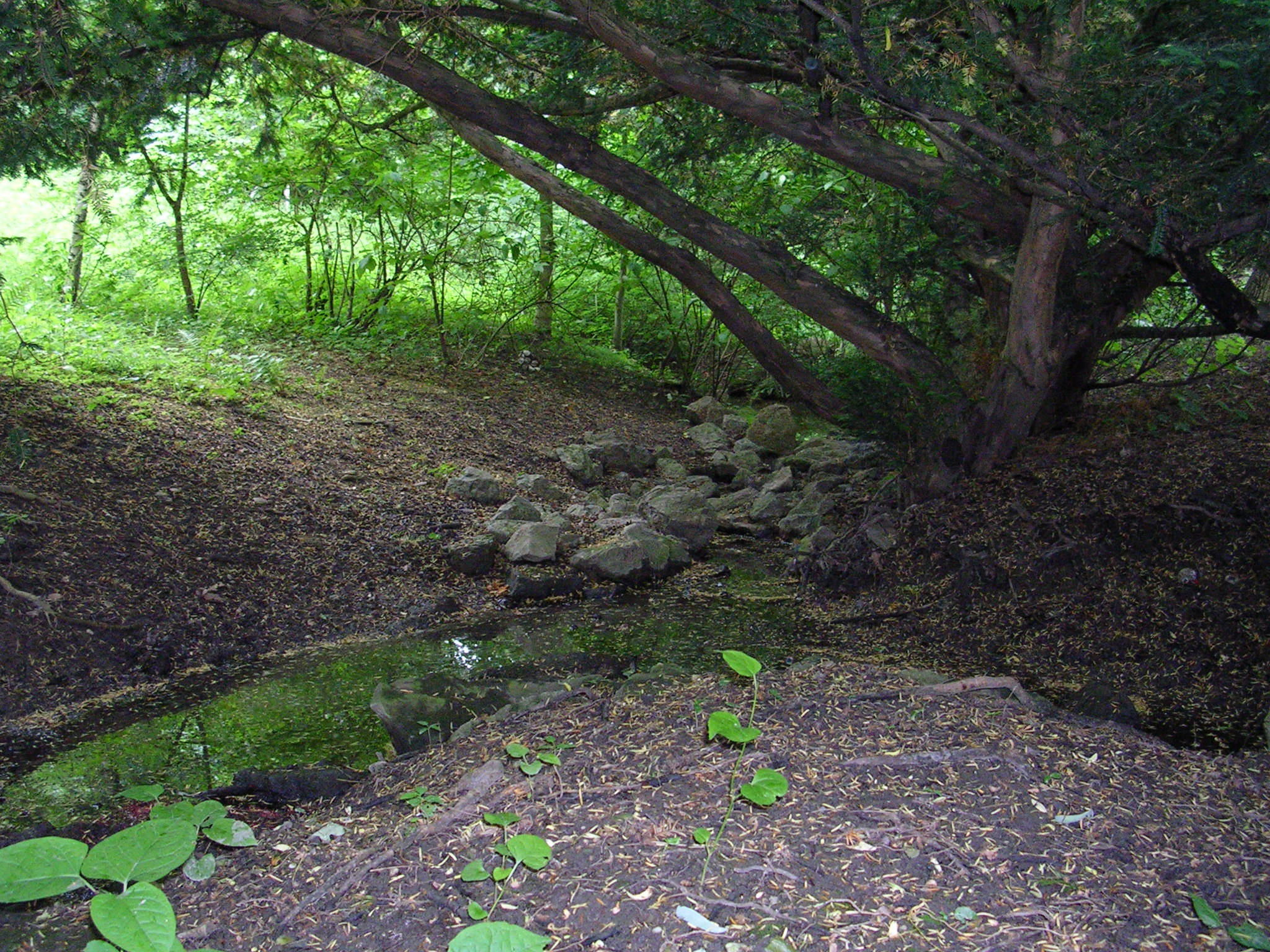
Reste des Betts des Krottenbachs im Wertheimsteinpark

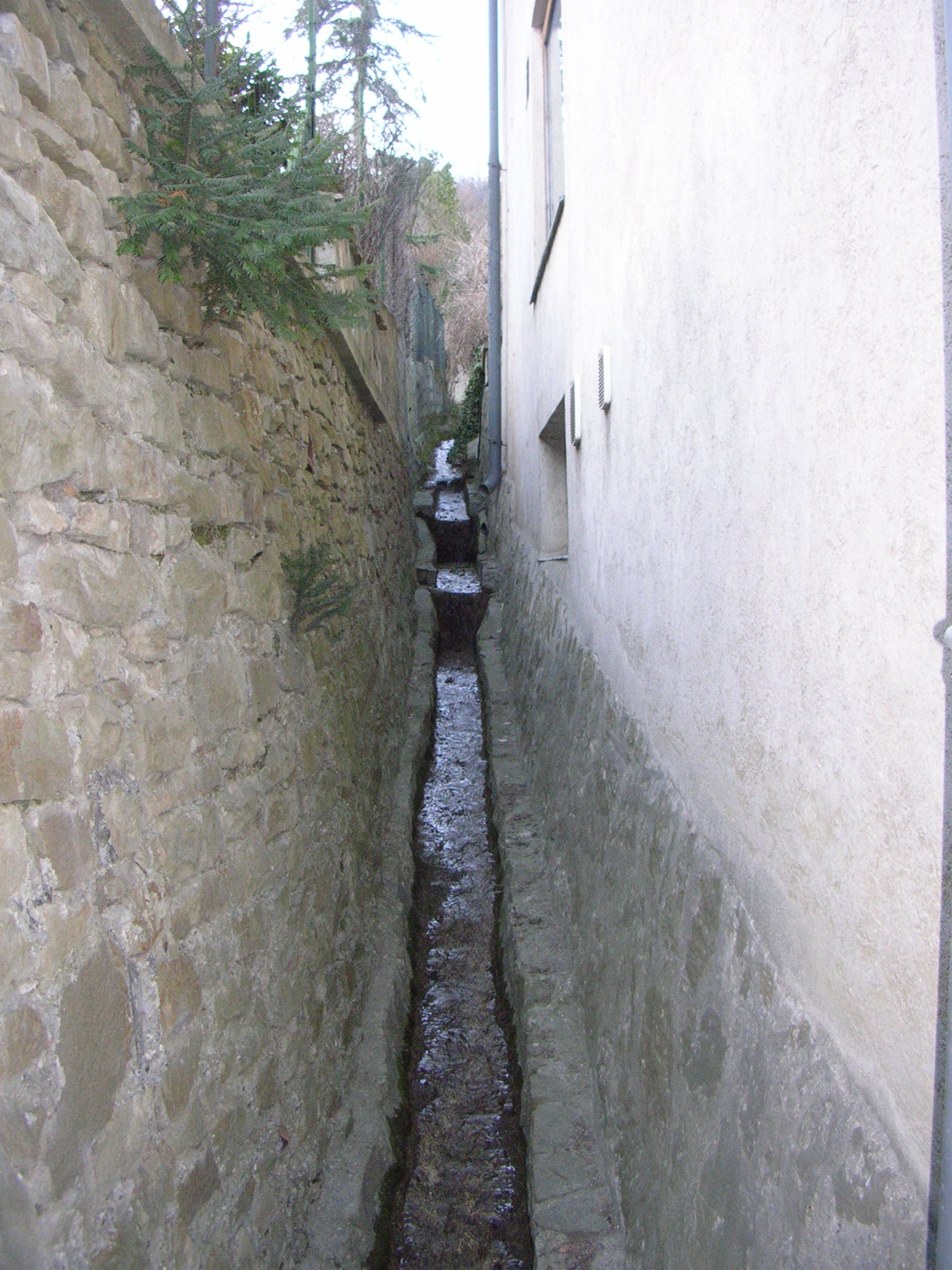
Der bis heute offene Oberlauf des Krottenbach-Hauptarms in Salmannsdorf

Der Krottenbach ist ein Bach im Wiener Bezirk Döbling. Seine Quelle befindet sich an der Grenze zu Niederösterreich bei Neustift am Walde. 1893 wurde von der Bezirkshauptmannschaft Tulln die wasserrechtliche Erlaubnis zur Überwölbung des Krottenbaches durch die Stadt Wien erteilt. Der Unterlauf ist seit 1889 überwölbt, der Großteil des Oberlaufs seit 1910/1911.
Der wichtigste Zubringer des Krottenbachs ist der aus Sievering kommende Arbesbach.

## Geographie

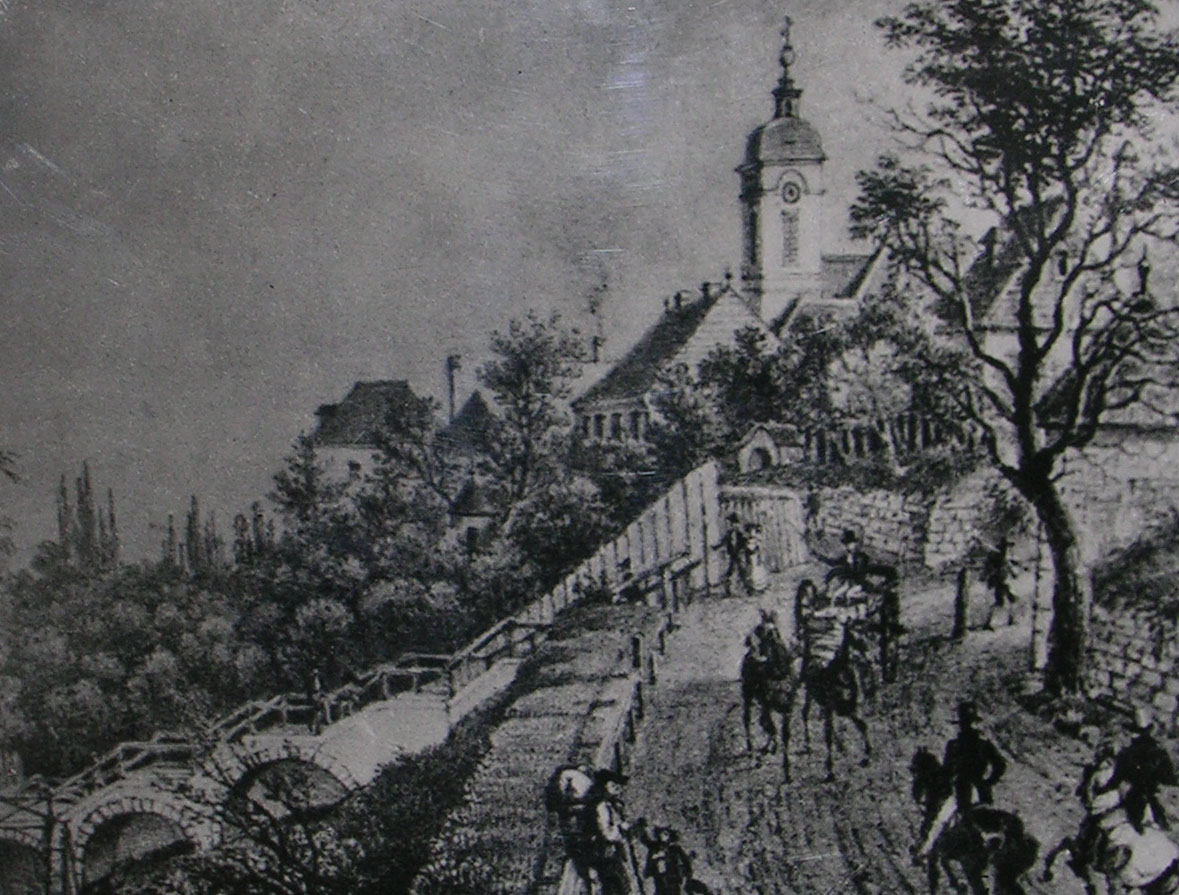
Stiegenanlage mit Brücke über den Krottenbach zwischen Ober- und Unterdöbling 1830

Im Laufe der Zeit wurde der zuvor offen fließende, sieben Kilometer lange Krottenbach mit einem Einzugsgebiet von ungefähr elf Quadratkilometern verbaut und ausgetrocknet bis auf wenige cm³ im Jahr. 
Reste sind noch im Wiener Wertheimsteinpark, zwischen Döblinger Hauptstraße und Heiligenstädter Straße, als von natürlichen Quellen gespeister Teich mit kurzem Abflussgerinne, sowie zwischen dem Quellgebiet und der Salmannsdorfer Straße der Oberlauf des von Norden kommenden Hauptarms zu sehen. Außerdem ist links neben dem Kotekweg, der zwischen den Gebäuden Hameaustraße Nr. 17 und 19 als kurze Sackgasse hineinführt, ein hangentwässerndes Gerinne sichtbar, das dem alten Bachlauf folgt. 
Der Krottenbach wird heutzutage in den rechten Hauptsammelkanal der Wiener Kanalisation eingeleitet.
Ursprünglich bildete der Krottenbach, der das Wasser der Quellen auf der Südseite des Dreimarksteins im Bereich Salmannsdorf und des Michaelerbergs in Neustift am Walde aufnahm, die Grenze zwischen Oberdöbling und Unterdöbling. Durch das Verschwinden des Baches, der von zahlreichen Brücken überspannt worden war, wurde das Ortsbild in den betroffenen Bereichen zum Teil völlig verändert. So befand sich etwa früher bei der Kurve der heutigen, damals höher gelegenen, Billrothstraße nicht wie in der Gegenwart eine niveaugleiche Kreuzung mit der Silbergasse, sondern eine Stiegenanlage mit anschließender Steinbrücke über den Krottenbach, über die man zur Silbergasse und somit von Ober- nach Unterdöbling gelangte. Die damals stark sichtbare, vom Krottenbach geprägte, Geländestufe zwischen diesen beiden ursprünglich eigenständigen Gemeinden ist an dieser Kreuzung inzwischen nicht mehr erkennbar – ein Stück weiter westlich, etwa zwischen Hofzeile und Max-Patat-Weg, jedoch auch heute noch.

## Bedeutung für Straßen- und Dorfnamen
Die ehemalige Neustiftgasse im 19. Wiener Gemeindebezirk (Döbling) heißt seit 1894 Krottenbachstraße. Unter-Döbling trug bis ins 16. Jahrhundert den Namen Krottendörfl.